# Space: 1889
Space: 1889 es un juego de rol del género steampunk, creado por el famoso diseñador de juegos de guerra de miniaturas Frank Chadwick. Fue publicado originalmente por Game Designers' Workshop y posteriormente por Heliograph, Inc.. El título Space:1889 surgió como una parodia del título de la serie de televisión de ciencia ficción Space: 1999.

## Escenario del juego
Como el nombre sugiere, se trata de un juego ubicado en una Era Victoriana alternativa, donde satélites heliográficos orbitan la Tierra, y vehículos espaciales a vapor viajan por el espacio. 
Gracias al descubrimiento (por Thomas Alva Edison) de las propiedades del Éter, las principales naciones de la Tierra obtuvieron acceso a los viajes espaciales, y actualmente se encuentran en una carrera por extender sus posesiones coloniales en otros planetas, como Marte (un mundo barbárico y árido, poblado por hombres murciélago), Venus (un mundo primitivo cubierto de eternas junglas y pantano, donde dinosaurios y hombres lagarto existen) y Mercurio (un planeta con una cara eternamente mirando al Sol que esta calcinada, y otra que nunca recibe luz alguna, transformada en un glaciar oscuro).
El posterior descubrimiento de la Maderalza en Marte, una extraña forma de vegetal con la impresionante capacidad de desafiar la gravedad, ha empujado a la tecnología por otra ruta, permitiendo la creación de flotas enteras de navíos voladores por todo el planeta rojo (en Venus y Mercurio los dirigibles siguen dominando los cielos).
La principal potencia de la época es el Imperio británico, el cual controla buena parte de Marte, llamada la Segunda Joya del Imperio (en alusión a la India, con la que, interesantemente, el planeta guarda diversas similitudes). Alemania, sin embargo, le pisa los talones, al controlar gran parte de Venus y ser el segundo mayor poder colonial en Marte. Otras naciones, como Francia, Italia y Rusia también se cuentan entre quienes poseen representación en otros planetas.

## Suplementos
Los suplementos para el juego incluyen colecciones de escenarios, guías geográficas y dos productos (de miniaturas) (Soldier Companion, para batallas terrestres, y Sky Galleons of Mars, para batallas aéreas), además de Beastmen of Mars, un juego de mesa sumamente simple. Heliograph también ha publicado tres números de la revista Proceedings of the Royal Martian Geographical Society, que incluyen expansiones, ficción y escenarios.

## El juego
Space: 1889 ha sido siempre considerado débil en su presentación de la Tierra Victoriana (la que nunca es cubierta en detalle por suplemento alguno), y sus suplementos iniciales sufren de excesivo enfoque en la acción militar.
Algunas de las debilidades del juego en el campo de la interpretación de roles pueden ser explicadas, sin embargo, dado el hecho de que Sky Galleons of Mars fue, de hecho, el primer juego en el escenario. En contraste con la ambigüedad de rol de Space: 1889, Sky Galleons of Mars es un altamente innovador y bien realizado simulador de combates tácticos. Los jugadores que se interesan más por el aspecto interpretativo pueden, si lo desean, utilizar únicamente el escenario de juego, pero trasladándolo a otros sistemas de juego, como el sistema d20 o GURPS. Agujeros adicionales en el juego pueden ser fácilmente suplidos con algo de investigación sobre el siglo XIX; el concepto central del juego es que el imperialismo característico de finales de dicho siglo se expandió en su alcance a otros planetas, pero manteniendo sus características políticas y sociales.

## Sistema de juego
El juego utiliza un sistema de reglas sumamente simple, basado en dados de seis caras, muy cercano al sistema de juego de guerra de miniaturas del cual surgió. Interesantemente, se incluye una extensa cantidad de reglas que cubren el desarrollo de nuevas invenciones e investigación científica por parte de los personajes.
Los jugadores eligen de entre de una serie de plantillas (la mayoría orientadas a lo militar), y tienen acceso a una amplia selección de recursos y accesorios (muchos de los cuales deberán inventar por su cuenta).

## Space: 1889en otros medios
Un juego de ordenador bajo el mismo nombre fue creado en 1990 por Paragon, basado en una adaptación del mismo. Fue entregado en licencia por Game's Designers' Workshop, y era compatible con Amiga, Atari ST y PC.